# Национална и университетска библиотека „Свети Климент Охридски“
Националната и университетска библиотека „Свети Климент Охридски“ (на македонска литературна норма: Националната и универзитетска библиотека „Свети Климент Охридски“) е главната библиотека в Северна Македония, разположена в град Скопие.

## История
Библиотеката е основана на 23 ноември 1944 година с решение на АСНОМ като „Народна библиотека“ и е разположена в помещенията на Централната библиотека на предвоенния Философски факултет в Скопие, основана в 1920 година като първа университетска библиотека на територията на Вардарска Македония. Първичният наследен фонд в 1944 година е около 150 000 единици, а библиотеката има 50 читателски места и дванадесет щата. Най-голяма част от фонда е наследен от библиотечния фонд на Централната библиотека на Философския факултет. При основаването си в 1920 година Централната библиотека разполага с около 30 000 библиотечни екземпляра, а за десет години този фонд се удвоява. Във фонда са застъпени университетски учебници и научни публикации от областта на хуманитарните и обществените науки: литература, етнология, география, история и други, а също така енциклопедии, речници, библиографии и приблизително 300 заглавия от периодиката.
Значителни документи за по-нататъшното развитие и състоянието на Националната библиотека се решението на АСНОМ от 18 януари 1945 година за депозиране на задължителен екземпляр от издателска продукция в тогавашната Демократична Македония и решението на Националния комитет за освобождение на Югославия от 8 февруари 1945 година за депозиране на задължителен екземпляр на югославската издателска продукция. С тези документи на практика библиотеката става национална депозитна библиотека на тогавашната Народна Република Македония и една от осемте югославски депозитни библиотеки. От 1991 година, след обявяването на независимостта на Северна Македония, Националната библиотека е депозитна за издателската продукция в Северна Македония. Освен основната функция на Националната библиотека, тя е общонаучната и университетска библиотека за университета „Св. св. Кирил и Методий“ в Скопие.

## Сграда
Сградата на библиотеката е изградена в 1971 година. Разположена е в центъра на града на булевард „Гоце Делчев“ № 6. Дело е на архитект Петър Муличковски. Обявена е за паметник на културата.

## Отличия
Националната библиотека е наградена с множество отличия заради приноса си към научното, културното и цялостното обществено развитие на Северна Македония. Сред наградите са:
- Орденът за заслуги за хора със сребърни лъчи от 1972 година,
- Наградата „11 октомври“ като най-високото обществено признание за изключителни постижения в областта на науката, представляваща интерес за Социалистическа република Македония от 1975 година
- Хартата на културата от 1984 година
- Наградата „Климент Охридски“ от 1984 и 1994 година и други

## Директори
Директори на библиотеката са:
- Георги Шоптраянов (1944 – 1946)
- Емануел Чучков (1946 – 1947)
- Епаминонда Попандонов (1948 – 1951)
- Митко Зафировски (1951 – 1972)
- Иван Катарджиев (1972 – 1978)
- Димитър Солев (1978 – 1987)
- Васе Манчев (1987 – 1993)
- Вера Калайлиевска (1994 – 1999)
- Младен Сърбиновски (1999 – 1999)
- Паскал Гилевски (1999 – 2002)
- Борко Зафировски (2002 – 2006)
- Миле Бошески (2006 – 2014)
- Иван Заров (2014 – 2017)
- Сенка Наумовска (2017 – )